# Charles Jarrott
Charles Jarrott (Londres, 16 de junio de 1927-Woodland Hills, California, 4 de marzo de 2011) fue un director de cine y guionista británico.

## Biografía
Jarrott fue hijo del piloto de carreras inglés Charles Jarrott, y estuvo casado con la actriz Katharine Blake. 
Murió el 4 de marzo de 2011 de cáncer de próstata.

## Filmografía[2]

### Director

#### Cine
- 1969: Anna de los mil días (Anne of the Thousand Days) )
- 1971: Mary, Queen of Scots
- 1973: Horizontes perdidos ( Lost Horizon )
- 1974: The Dove
- 1976: Los pequeños ladrones
- 1977: El otro lado de la medianoche
- 1980: El último vuelo del Arca de Noé
- 1981: Condorman
- 1981: The Amateur
- 1986: The Boy in Blue
- 1997: The Secret Life of Algernon
- 2001: Turn of Faith

#### Televisión
- 1965: Tea Party (TV)
- 1965: The Snowball (TV)
- 1968: The Strange Case of Dr. Jekyll and Mr. Hyde (TV)
- 1968: En Case of Libel (TV)
- 1968: If There Weren't Año Blacks You'd Have to Invent Them (TV)
- 1969: Male of the Species (TV)
- 1983: En Married Man (TV)
- 1986: Ike (TV)
- 1987: I Would Be Called John: Pope John XXIII (TV)
- 1987: Poor Little Rich Girl: Barbara Hutton Story (TV)
- 1988: The Woman He Loved (TV)
- 1989: Till We Meet Again (folleto TV)
- 1990: Night of the Fox (TV)
- 1991: Lucy & Desi: Before the Laughter (TV)
- 1991: Changes (TV)
- 1991: Yes Virginia, There Is en Santa Claus (TV)
- 1992: Lady Boss (TV)
- 1993: En Stranger in the Mirror (TV)
- 1994: Treacherous Beauties (TV)
- 1994: En Promise Kept: The Oksana Baiul Story (TV)
- 1995: At the Midnight Hour (TV)
- 1997: The Christmas List (TV)

### Guionista
- 1993: Morning Glory (TV)
- 1997: The Secret Life of Algernon

## Premios y nominaciones
- 1970: Globo de Oro al mejor director por Anna de los mil días .[3]
- 1998: Premio a la mejor película de comedia en el Festival de cine de Breckenridge por The Secret Life of Algernon